# Helge Sodan
Helge Sodan (* 7. Februar 1959 in West-Berlin) ist ein deutscher Rechtswissenschaftler und Professor für Staats- und Verwaltungsrecht, Öffentliches Wirtschaftsrecht und Sozialrecht an der Freien Universität Berlin sowie Vorstandsvorsitzender und Direktor des Deutschen Instituts für Gesundheitsrecht.
Er war von 2000 bis 2007 Präsident des Verfassungsgerichtshofes des Landes Berlin.

## Leben
Helge Sodan erlangte 1977 am Canisius-Kolleg Berlin die allgemeine Hochschulreife. Im Jahr 1982 absolvierte er das erste juristische Staatsexamen, 1988 das zweite juristische Staatsexamen. 1987 wurde er zum Dr. iur. an der Freien Universität Berlin promoviert. Von 1984 bis 1996 war Sodan Wissenschaftlicher Mitarbeiter bzw. Assistent an der Freien Universität Berlin, an der Universität Hannover und an der Friedrich-Alexander-Universität Erlangen-Nürnberg. 1996 habilitierte er sich an der Friedrich-Alexander-Universität Erlangen-Nürnberg und erhielt die Venia legendi für Staats- und Verwaltungsrecht, Sozialrecht und Öffentliches Wirtschaftsrecht. Im Wintersemester 1996/97 vertrat Sodan den damaligen Richter des Bundesverfassungsgerichts Udo Steiner an der Universität Regensburg. Im Jahr 1997 wurde er an der Freien Universität Berlin zum Universitätsprofessor (C4) unter Zuweisung eines Lehrstuhls für Staats- und Verwaltungsrecht, Öffentliches Wirtschaftsrecht und Sozialrecht ernannt. Von 1999 bis 2001 war Sodan Geschäftsführender Direktor des Instituts für Staatslehre, Staats- und Verwaltungsrecht der Freien Universität Berlin. Seit 1997 ist er zudem Vorsitzender der Gemeinsamen Kommission der Fachbereiche Rechts- und Wirtschaftswissenschaft der Freien Universität Berlin. Am 9. März 2000 wurde er vom Abgeordnetenhaus von Berlin zum Präsidenten des Verfassungsgerichtshofes des Landes Berlin gewählt. Dieses Amt füllte er bis zum Ablauf der siebenjährigen Amtsperiode bei gesetzlichem Ausschluss einer Wiederwahl im Jahr 2007 aus. In dieser Zeit erklärte der Verfassungsgerichtshof unter seiner Leitung den Landeshaushalt 2002/03 von Berlin für verfassungswidrig. Er ist Mitglied der CDU. Nach der Entlassung von Michael Braun Ende 2011 war Sodan als Nachfolger für das Amt des Senators für Justiz und Verbraucherschutz des Landes Berlin im Gespräch.

## Sonstige Funktionen und Mitgliedschaften
Er ist Mitglied des Auswahlausschusses und Vertrauensdozent der Konrad-Adenauer-Stiftung e. V.

## Habilitationen
Bei Sodan habilitierte sich erfolgreich:
- Sebastian Kluckert

## Schriften (Auswahl)
- Hrsg. der Schriftenreihe: Schriften zum Gesundheitsrecht (SGR). Duncker & Humblot Berlin, seit 2004.
- mit Jan Ziekow: Nomos-Kommentar zur Verwaltungsgerichtsordnung. Nomos, Baden-Baden 1996; 4. Auflage 2014, ISBN 978-3-8487-0318-0.
- mit Jan Ziekow: Grundkurs Öffentliches Recht. Beck, München 2005; 6. Auflage 2014, ISBN 978-3-406-66169-3.
- mit Wolfgang Kuhla: Landesrecht Berlin. Nomos, Baden-Baden 2005; 9. Auflage 2013, ISBN 978-3-8487-0664-8.
- Grundgesetz. Beck’scher Kompakt-Kommentar. Beck, München 2009; 4. Auflage 2018, ISBN 978-3-406-70977-7.
- mit Bernhard Hadank: Rechtliche Grenzen der Umgestaltung des Heilpraktikerwesens. Duncker & Humblot, Berlin 2020, ISBN 978-3-428-18145-2.